# Don’t Worry, weglaufen geht nicht
Don’t Worry, weglaufen geht nicht (Originaltitel Don’t Worry, He Won’t Get Far on Foot, engl. für „Keine Sorge, zu Fuß wird er nicht weit kommen“) ist eine US-amerikanische Filmbiografie von Gus Van Sant, die am 19. Januar 2018 im Rahmen des Sundance Film Festivals erstmals gezeigt wurde und am 16. August 2018 in die deutschen Kinos kam. Sie basiert auf der Autobiografie des Zeichners John Callahan.

## Handlung
Der 21-jährige John ist aus Oregon nach Los Angeles gekommen, wo er als Gebäudemaler jobbt. Er hat ein Alkoholproblem. Sein ebenso trunksüchtiger Freund Dexter überredet ihn zu einer nächtlichen Sauftour quer durch die Stadt. Betrunken ist John auf dem Beifahrersitz eingeschlafen, als Dexter mit seinem VW Käfer einen schweren Autounfall verursacht. Während Dexter nur leicht verletzt wird, wird John aus dem Wagen geschleudert und trägt eine Querschnittlähmung davon.
Bei der Reha im Krankenhaus lernt John die attraktive Schwedin Annu kennen. Nach seiner Genesung hat er eine wiederholt auftretende Halluzination über Akrobaten im Park. John schließt sich den Anonymen Alkoholikern an und wird in die unkonventionelle Selbsthilfegruppe des schwulen und reichen Hippies Donny aufgenommen. Dieser bezeichnet seine Schüler als „Ferkelchen“ und vertraut auf Laozi, Gott und Chucky. Durch die Gruppe trifft John u. a. auf die herzkranke, übergewichtige Reba, die geschiedene Lebedame Corky, einen schwulen Straßenpoeten und den Deutschen Hans.
Durch die regelmäßigen Treffen gelingt es John allmählich, sich von seinem Selbstmitleid und seinen Ausreden zu lösen. Gleichzeitig sucht er nach seiner leiblichen Mutter, da er als Kind adoptiert worden ist. Nach den einzigen Informationen, über die er verfügt, ist sie irisch-amerikanischer Abstammung, rothaarig und war Lehrerin. Als John von seinem Pfleger zu Hause eingeschlossen wird und nicht an Alkohol gelangen kann, erscheint ihm seine Mutter im Traum. Sie rät ihm, Alkohol nicht mehr anzurühren.
Nach diesem Traum absolviert John erfolgreich das Zwölf-Schritte-Programm der Anonymen Alkoholiker. Er trifft durch Zufall Annu wieder, mit der er eine Liebesbeziehung beginnt, und verarbeitet seinen schrägen Witz mit ungelenk gezeichneten Comic-Figuren. Der anfänglichen Veröffentlichung in einem Uni-Blatt in Oregon folgen weitere in namhaften amerikanischen Tages- und Wochenzeitungen, die ihm aber auch Kritik einbringen. Durch den finanziellen Nebenerwerb droht ihm die Fürsorge, die John für eine zwielichtige Person hält, die Zahlungen einzustellen.
John gelingt es im Rahmen der Gruppensitzungen, seine schwierige Kindheit zu verarbeiten, und er beginnt damit, seinen Mitmenschen persönlich zu verzeihen, so auch seinen Eltern, seiner Sozialarbeiterin, dem Unfallfahrer Dexter und zuletzt seiner ihm unbekannten Mutter. Während Donny an AIDS erkrankt, absolviert John auch den letzten Schritt und spricht über seine Alkoholsucht vor Publikum. Er ist mit sich im Reinen.

## Produktion
Das biografische Filmdrama basiert auf den Memoiren des Cartoonisten John Callahan. Dieser war dafür bekannt, in seinem Werk auf häufig makabere Art und Weise Behinderungen und körperliche Unzulänglichkeiten zu verarbeiten, aber auch Schwule, Alkoholiker, Katholiken und Bettler waren das Ziel seines Spotts. Seit einem Autounfall mit 21 Jahren im Jahr 1972 war Callahan querschnittgelähmt und konnte seine Arme nur leicht bewegen. Daher rührt auch die grobe Strichführung seiner Karikaturen. Einige seiner Bücher sind auf Deutsch erschienen, darunter seine Autobiographie Don’t worry, weglaufen geht nicht, auf der der Film basiert.

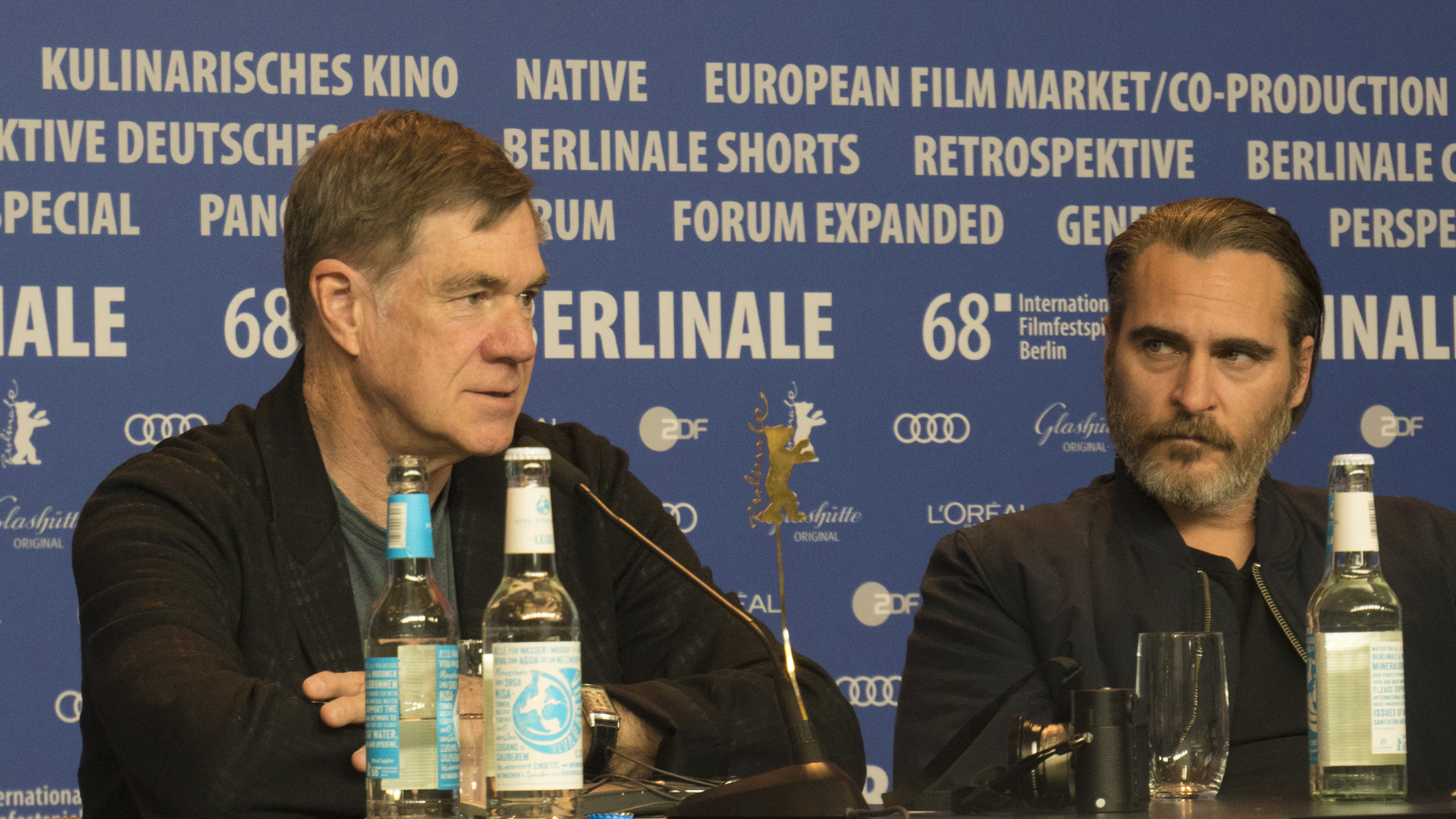
Gus Van Sant und Joaquin Phoenix bei der Vorstellung des Films im Rahmen der 68. Berlinale

Regie führte Gus Van Sant, der auch Callahans Memoiren für den Film adaptierte. Bereits in der Vergangenheit bewies der Regisseur in seinen Werken seine Vorliebe für außergewöhnliche Schicksale. So hatte er in Milk den schwulen Aktivisten Harvey Milk und in Last Days den Musiker Kurt Cobain porträtiert, und mit Good Will Hunting eine Coming-of-Age-Geschichte mit Matt Damon und Robin Williams geschaffen. Letzterer war es auch, der Van Sant vorgeschlagen hatte, Don’t Worry, He Won’t Get Far on Foot zu verfilmen. Williams hatte das Unfallopfer den „lustigsten Mann auf vier Rädern“ genannt und sich noch vor Callahans Tod im Jahr 2010 die Rechte an dessen Autobiografie gesichert. Die Filmmusik wurde von Danny Elfman komponiert. Der Soundtrack zum Film, der neben Elfmans Musik auch den Song Texas When You Go von John Callahan und ein Stück von Alex Somers enthält und insgesamt 23 Musikstücke umfasst, wurde am 13. Juli 2018 von Sony Classical veröffentlicht.
Der Film feierte am 19. Januar 2018 im Rahmen des Sundance Film Festivals seine Premiere. Ab 20. Februar 2018 wurde Van Sants Regiearbeit im Wettbewerb der 68. Berlinale und zudem im Rahmen des Teddy Awards, einem eigenen Wettbewerb, gezeigt. Im Juni 2018 wurde der Film beim Sydney Film Festival gezeigt. Beim Seattle International Film Festival 2018 wurde er als Abschlussfilm gezeigt. Ein Kinostart in den USA erfolgte am 13. Juli 2018, in Deutschland am 16. August 2018.

## Rezeption

### Kritiken
Der Film konnte bislang 77 Prozent der Kritiker bei Rotten Tomatoes überzeugen.
Peter Debruge von Variety meint, der Avantgardist Gus Van Sant operiere in seinem Film wieder einmal im ultrakonventionellen Lasse-Hallström-Modus und habe ein hübsches Märchen geschaffen. Dem Wohlfühldrehbuch fehle es jedoch an Biss. Debruge erklärt, aus welchem Grund auch immer habe Van Sant sich mit dem Entzug in John Callahans Lebensgeschichte beschäftigt und den Film um das Zwölf-Schritte-Programm herum strukturiert, das ihn abstinent werden ließ. Der nicht-linear aufgebaute Film springe in der Zeit vor und zurück, was eine gewisse Unvorhersehbarkeit in diesen bringe.
Jordan Hoffman von The Guardian sagt, es gebe im Film zwar viele großartige Momente, die jedoch inmitten eines Wirrwarrs seltsam flacher Szenen hervorspringen. Der Film fühle sich nicht wie die Arbeit eines großen Meisters an, so Hoffman weiter: „Es ist ein widersprüchliches Gebräu, das einfach nicht richtig passt.“
Über Joaquin Phoenix in der Rolle von Callahan sagt Philipp Bühler von der Berliner Zeitung, es sei herzzerreißend mitanzusehen, wie dieser mit Armen und Zähnen Flasche um Flasche köpft. Mit alberner Freude verfolge man, wie der Gelähmte auf seinem neuen Elektroroller dahindüst, als wolle er seinen Unfall nachstellen, so Bühler weiter: „Keine Frage, der Charakterdarsteller Phoenix zeigt hier alles, was er kann.“
Ula Brunner von RBB 24 meint, es sei befreiend, wie freimütig und auch komisch Van Sant mit den Schwierigkeiten umgehe, die die Schwerbehinderung seines Protagonisten mit sich bringt, ohne ihn der Lächerlichkeit preiszugeben. Brunner resümiert: „Eine liebevolle Künstlerbiografie, eine melancholisch-vergnügliche Überlebensstudie. Sehenswert!“
Martin Schwickert sagt in der Augsburger Allgemeinen, Van Sant schwenke mit einer locker gestrickten Rückblendendramaturgie zwischen alkoholischen Exzessen und allmählichem seelischen Heilungsprozess hin und her. Schwickert bezeichnet den Film als eine helle, federleichte Tragikomödie, der man allerdings ein bisschen mehr von jenem Sarkasmus wünsche, die Callahans Cartoons auszeichnen.

### Auszeichnungen
Internationale Filmfestspiele Berlin 2018
- Nominierung als Bester Film für den Goldenen Bären (Gus Van Sant)